# Traité de Bourges
Bicêtre (1410) Auxerre (1412)
Le traité de Bourges fut signé le 18 mai 1412 à Bourges.
Les princes alliés étaient en pleine négociation avec l'Angleterre pour parvenir à une alliance lorsque les bagages du moine Jacques le Grand, messager de Jean sans Peur, duc de Bourgogne, furent saisis. Le contenu de ces bagages fut une découverte pour le moins surprenante. Il s'agissait du dossier de négociation où figurait le texte rédigé concernant le traité d'alliance : 1000 hommes d'armes et 300 archers anglais seraient mis à la disposition des princes alliés ; en compensation, Henri IV d'Angleterre recevrait les secours pour reconquérir la Guyenne et l'acceptation des princes alliés de prêter hommage au souverain anglais pour les fiefs qu'ils possèdent dans ce duché. Ce traité stipulait également que le Poitou et l'Angoumois, possessions de Jean de Berry et de Charles d'Orléans, seront au décès des deux princes remis au roi d'Angleterre.
Un danger plus immédiat guettait le royaume de France. Ce traité d'alliance stipulait que vingt forteresses devaient être remises à Henri IV d'Angleterre immédiatement. Le traité d'alliance fut signé par Henri IV d'Angleterre le 18 mai 1412 à Londres, pour leur part les princes alliés signèrent ce traité à Bourges à la même date. Les signataires de ce traité furent : Jean de Berry, Charles d'Orléans, Jean Ier de Bourbon et Jean Ier d'Alençon.

## Sources
- Charles VI le roi fou de Françoise Autrand